# Johan Jihde
Johan Jihde, född 25 juni 1974, är en svensk före detta innebandyspelare som spelade i Pixbo Wallenstam som försvarare.
Johan Jihde är bror till programledaren och journalisten Peter Jihde och den tidigare innebandyspelaren Niklas Jihde.